# Heteropterna triangularis
Heteropterna triangularis är en tvåvingeart som beskrevs av Loïc Matile 1990. Heteropterna triangularis ingår i släktet Heteropterna och familjen platthornsmyggor. Inga underarter finns listade i Catalogue of Life.